# August Querfurt

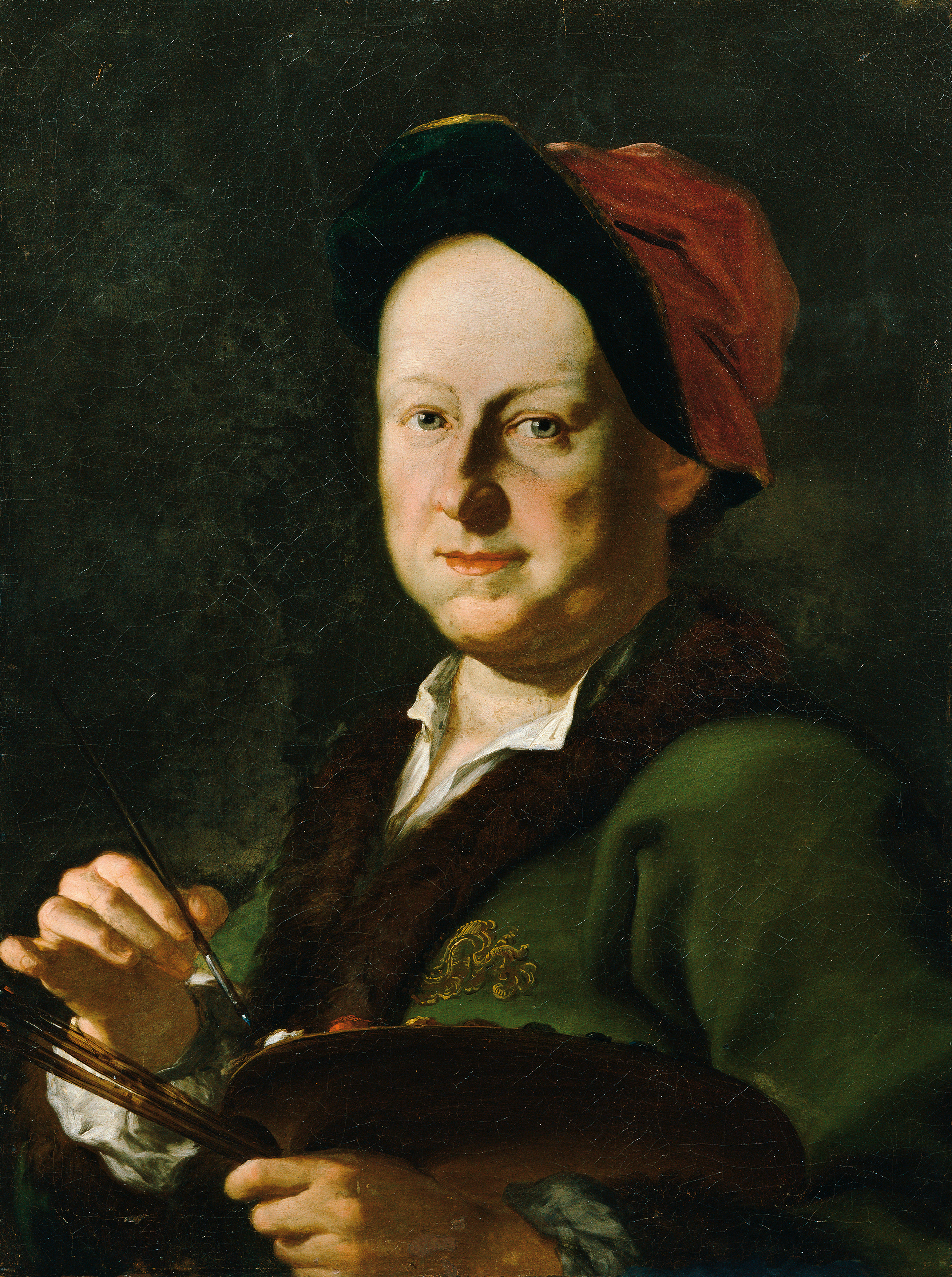
August Querfurt, porträtiert von Franz Sebald Unterberger

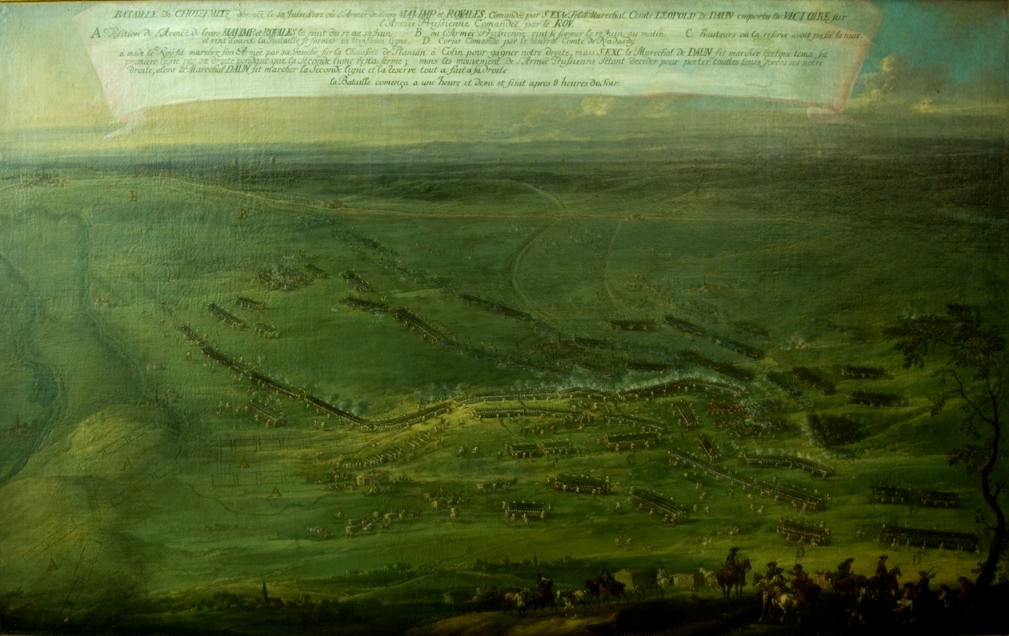
Die Schlacht bei Kolin

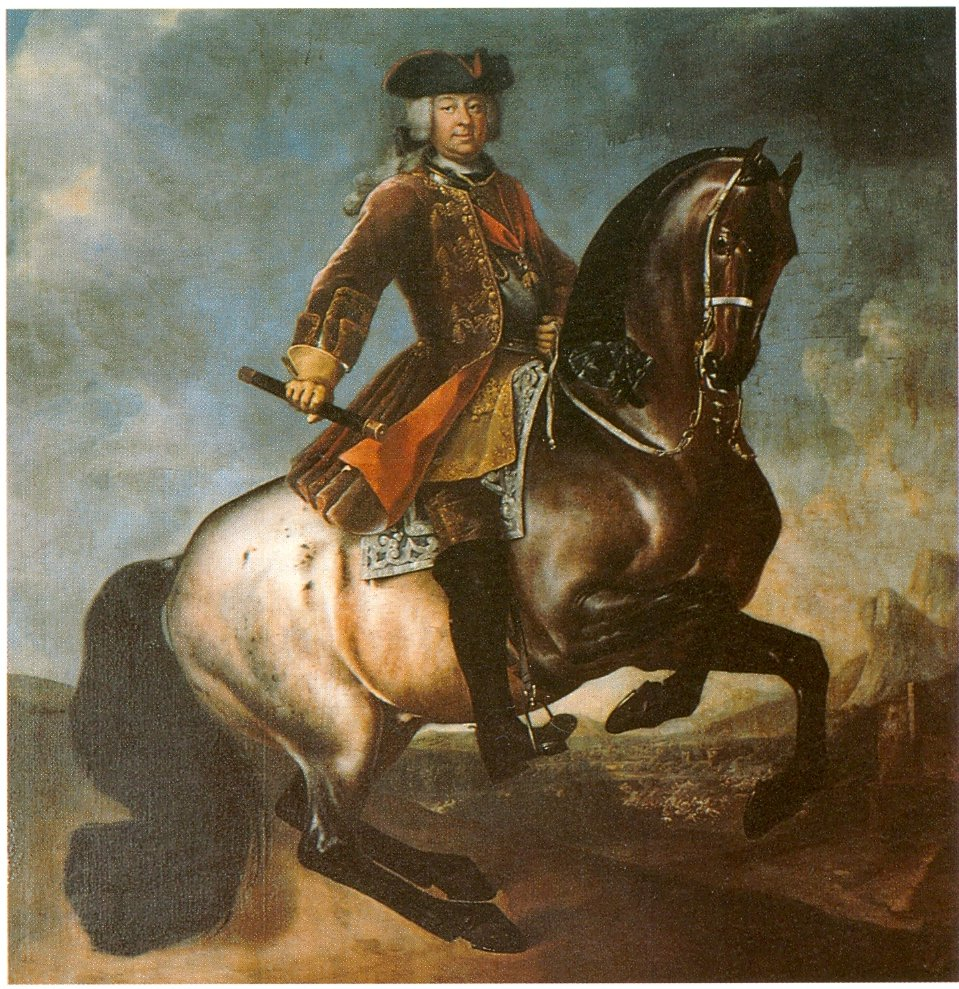
Porträt Karl Alexander von Württemberg

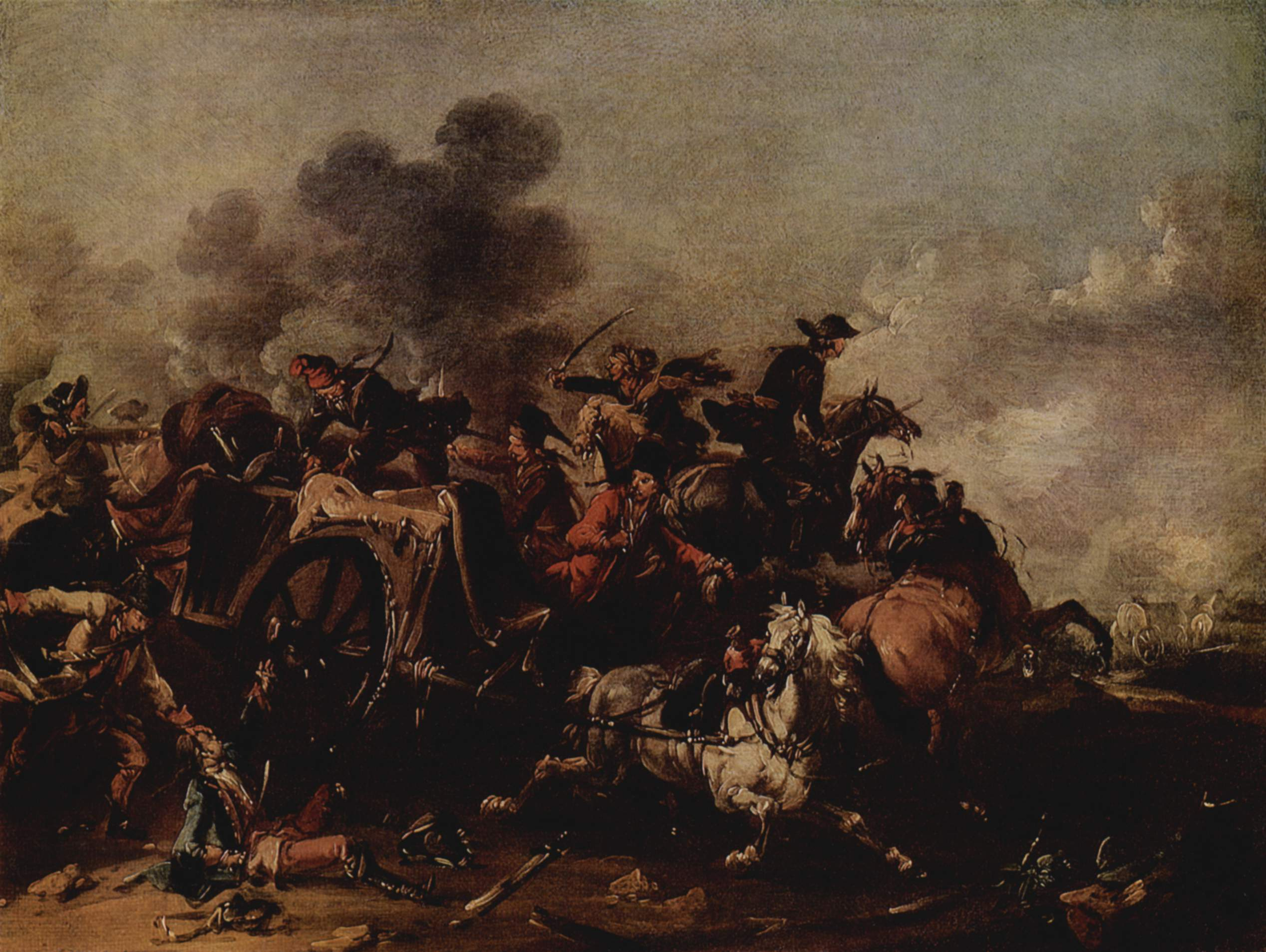
Reiterangriff auf einen Wagen

August Querfurt (* 1696 in Wolfenbüttel; † 1761 in Wien) war ein deutscher Genre-, Pferde-, Jagd- und Schlachtenmaler.

## Leben und Werk
August Querfurt war zunächst Schüler seines Vaters Tobias Querfurt d. Ä., später ging er bei Georg Philipp Rugendas in Augsburg in die Lehre. Ab 1743 ist Querfurt in Wien nachweisbar, wo er 1752 Ehrenmitglied der Wiener Akademie wurde. Er malte hauptsächlich Schlachtengemälde in der Art des Jacques Courtois, Philips Wouwerman und seines Lehrers Rugendas. Für Herzog Karl Alexander von Württemberg malte Querfurt einen Schlachtenzyklus, bestehend aus zwölf Gemälden, darunter die zwei Kolossalgemälde „Die Schlacht bei Belgrad“ und „Die Schlacht bei Höchstädt“ (beide 11 × 4 m). Für Kaiserin Maria Theresia malte Querfurt einen Zyklus bestehend aus acht Gemälden mit Ereignissen aus dem Österreichischen Erbfolgekrieg, welche sich heute im Heeresgeschichtlichen Museum in Wien befinden.

## Werke (Auszug)
- Die Schlacht bei Kolin. Öl auf Leinwand, um 1760, 118 × 187 cm, Heeresgeschichtliches Museum, Wien.[2]
- Truppenrevue. Öl auf Leinwand, um 1749, 173 × 183 cm, Heeresgeschichtliches Museum, Wien.
- Rückzug der Franzosen aus dem Brückenkopf Aschaffenburg im Juli 1745. Öl auf Leinwand, um 1750, 134 × 137 cm, Heeresgeschichtliches Museum, Wien.
- Belagerung Prags. Öl auf Leinwand, um 1745, 173 × 183 cm, Heeresgeschichtliches Museum, Wien.
- Maria Theresia besichtigt das Lager der pragmatischen Armee bei Heidelberg, 28. September 1745. Öl auf Leinwand, um 1749, 135 × 134 cm, Heeresgeschichtliches Museum, Wien.
- Portrait Herzog Karl Alexander von Württemberg. Öl auf Leinwand, Schlossmuseum Ludwigsburg.
- Reiterangriff auf einen Wagen. Öl auf Leinwand, 32 × 43 cm, Eremitage, St. Petersburg.
- Schlachtenszene. Öl auf Leinwand, 32 × 43 cm, Eremitage, St. Petersburg.
- Aufbruch zur Beizjagd. Öl auf Holz, 41 × 62 cm, Belvedere, Wien.[3]
- Beizerfolg auf Reiher,. Öl auf Holz, 41 × 62 cm, Belvedere, Wien[4]